# Rosyjska ingerencja w wybory prezydenckie w Stanach Zjednoczonych w 2016 roku
Rosyjska ingerencja w wybory prezydenckie w Stanach Zjednoczonych w 2016 roku – szereg działań podjętych przez rosyjski rząd podczas wyborów prezydenckich w USA w 2016 r.
Rosyjski rząd ingerował w wybory prezydenckie w USA w 2016 r., mając na celu: zaszkodzenie kampanii Hillary Clinton, wzmocnienie kandydatury Donalda Trumpa oraz zwiększenie niezgody politycznej i społecznej w Stanach Zjednoczonych. Według amerykańskiej społeczności wywiadowczej operacja – o kryptonimie Projekt Łachta – została zlecona bezpośrednio przez rosyjskiego prezydenta Władimira Putina. Wnioski te potwierdziła amerykańska Senacka Komisja ds. Wywiadu. Kryzys dyplomatyczny wywołany rosyjską ingerencją doprowadził do wydalenia niektórych dyplomatów i nałożenia sankcji. Rosyjscy urzędnicy rządowi zaprzeczyli, że byli zaangażowani w jakiekolwiek włamania lub przecieki.
Powiązane kontrowersje dotyczyły tego, czy i w jakim stopniu Trump lub osoby powiązane z jego kampanią wyborczą współpracowały ze służbami rosyjskimi. Raport Roberta Muellera, opublikowany w kwietniu 2019 r., przeanalizował liczne kontakty między osobami powiązanymi z kampanią Trumpa a rosyjskimi urzędnikami, ale stwierdził, że nie ma wystarczających dowodów, aby wnieść oskarżenia o spisek lub koordynację przeciwko Trumpowi lub jego współpracownikom.

## Ingerencja
Internet Research Agency (IRA) z siedzibą w Sankt Petersburgu w Rosji, opisywana jako farma trolli, stworzyła tysiące kont w mediach społecznościowych, które rzekomo były Amerykanami popierającymi radykalne grupy polityczne. Konta te także organizowały lub promowały wydarzenia na rzecz Trumpa i przeciwko Clinton. Konta te miały wpływ na miliony amerykańskich użytkowników mediów społecznościowych w latach 2013–2017. Sfabrykowane artykuły i dezinformacje były rozpowszechniane z mediów kontrolowanych przez rząd rosyjski i promowane w mediach społecznościowych. Ponadto hakerzy komputerowi powiązani z rosyjskim wywiadem wojskowym (GRU) zinfiltrowali systemy informacyjne Demokratycznego Komitetu Narodowego (DNC), Demokratycznego Komitetu Kampanii Kongresowej (DCCC) i urzędników kampanii Clintona, w szczególności przewodniczącego Johna Podesty, i publicznie ujawnili skradzione pliki oraz e-maile podczas kampanii wyborczej, publikując je m.in. na Wikileaks. Kilka osób związanych z Rosją skontaktowało się z różnymi współpracownikami kampanii Trumpa, oferując możliwości biznesowe Organizacji Trumpa i przekazując szkodliwe informacje na temat Clinton.
Według amerykańskiej społeczności wywiadowczej operacja – o kryptonimie Projekt Łachta – została zlecona bezpośrednio przez rosyjskiego prezydenta Władimira Putina. Rosyjscy urzędnicy rządowi zaprzeczyli, że byli zaangażowani w jakiekolwiek włamania lub przecieki.
Działania rosyjskiej ingerencji wywołały ostre oświadczenia amerykańskich agencji wywiadowczych, bezpośrednie ostrzeżenie ówczesnego prezydenta USA Baracka Obamy skierowane do prezydenta Rosji Władimira Putina, odnowienie sankcji gospodarczych wobec Rosji oraz zamknięcie rosyjskich placówek dyplomatycznych i wydalenie ich personelu. Trump minimalizował znaczenie rosyjskiej ingerencji, a w pewnym momencie zaprzeczył, że ingerencja w ogóle miała miejsce, twierdząc, że była to „mistyfikacja” popełniona przez Partię Demokratyczną, aby wyjaśnić stratę Clinton.

## Śledztwo
Federalne Biuro Śledcze (FBI) wszczęło śledztwo w sprawie rosyjskiej ingerencji w lipcu 2016 r., ze szczególnym uwzględnieniem powiązań między współpracownikami Trumpa a rosyjskimi urzędnikami oraz podejrzewanej koordynacji między kampanią Trumpa a rosyjskim rządem. Praca FBI została przejęta w maju 2017 r. przez byłego dyrektora FBI Roberta Muellera, który do marca 2019 r. prowadził śledztwo w tej sprawie. Raport Muellera, opublikowany w kwietniu 2019 r., przeanalizował liczne kontakty między kampanią Trumpa a rosyjskimi urzędnikami. Mueller doszedł do wniosku, że chociaż kampania Trumpa z zadowoleniem przyjęła rosyjskie działania, zdając sobie sprawę, że na nich skorzysta, nie ma wystarczających dowodów, aby udowodnić istnienie spisku lub koordynacji działań pomiędzy Trumpem i jego współpracownikami a służbami rosyjskimi. Równocześnie jednak Mueller doszedł do wniosku, że rosyjska ingerencja była „powszechna i systematyczna” oraz „naruszyła amerykańskie prawo karne”, i doprowadził do oskarżenia dwudziestu sześciu obywateli rosyjskich i trzech rosyjskich organizacji. Śledztwo doprowadziło również do aktów oskarżenia i skazania kilku urzędników kampanii Trumpa i powiązanych z nim obywateli amerykańskich, ale pod niepowiązanymi zarzutami.
Powiązane śledztwa były także prowadzone przez inne instytucje. Kierowana przez Republikanów Senacka Komisja ds. Wywiadu przedstawiła swój wstępny raport w lipcu 2019 r., w którym doszła do wniosku, że ocena społeczności wywiadowczej ze stycznia 2017 r. dotycząca domniemanej ingerencji Rosji była „spójna i dobrze skonstruowana” i że „nie było motywowanej politycznie presji, aby dojść do konkretnych wniosków”. Jej końcowy raport został opublikowany w sierpniu 2020 r., kończąc jedno z „najgłośniejszych dochodzeń Kongresu Stanów Zjednoczonych”. Raport Komisji wykazał, że rosyjski rząd zaangażował się w „rozległą kampanię” sabotowania wyborów na korzyść Trumpa i ta kampania otrzymała pomoc od niektórych doradców Trumpa.
W listopadzie 2020 r. nowo opublikowane fragmenty raportu specjalnego doradcy Roberta Muellera wskazywały, że „Chociaż WikiLeaks opublikowała e-maile skradzione z DNC w lipcu i październiku 2016 r., a Stone – bliski współpracownik Donalda Trumpa – wydawał się wiedzieć z wyprzedzeniem o nadchodzących materiałach, śledczy „nie mieli wystarczających dowodów”, aby udowodnić aktywny udział we włamaniach w systemy komputerowe lub wiedzę, że kradzieże elektroniczne nadal trwają.

## Analiza
Rosyjskie działanie może być zakwalifikowane jako element wojny informacyjnej, naruszające w prawie międzynarodowym zasadę zakazu interwencji w sprawy wewnętrzne państw.